# Emmanuel Lacresse
Emmanuel Lacresse, né le 14 juillet 1971 à Laxou (Meurthe-et-Moselle), est un haut fonctionnaire et homme politique français.
Membre de Renaissance, il est élu député dans la 2e circonscription de Meurthe-et-Moselle lors des élections législatives de 2022 pour la coalition Ensemble.
En tant que député, il a notamment travaillé sur les thématiques de la transition énergétique (dont il est rapporteur pour les budgets 2023 et 2024) et de réindustrialisation. Il est l'un des principaux acteurs de l'investissement de l'Etat au sein du CHU Brabois, visant à y ouvrir un IHU, ainsi que dans la réouverture de la ligne ferroviaire Nancy-Lyon.

## Biographie

### Jeunesse et études
Emmanuel Lacresse suit ses études secondaires au lycée Jacques-Callot à Vandoeuvre-lès-Nancy. Il suit ensuite des études de droit à l'université de Nancy puis à Paris, à l'université d'Assas. Il étudie l'administration publique à l'Institut d'études politiques de Paris. Il est admis à l'École nationale d'administration (ENA) en 1996 (Promotion Valmy).
Il est lauréat de la Fondation Zellidja (promotion 1987) et membre de l'Association Zellidja qu'il a également présidé de 2011 à 2012.

### Parcours professionnel
Sortant de l'ENA, il choisit le ministère de l'Économie et des Finances. Il y mène l'essentiel de sa carrière. Il devient directeur de cabinet adjoint d'Emmanuel Macron lors de son mandat ministériel.
Selon les Uber Files, il est perçu par les lobbyistes de l'entreprise américaine Uber comme un interlocuteur privilégié. ». 
Sur ce sujet, Emmanuel Lacresse déclare au journal Le Monde que « la ligne politique d’Emmanuel Macron en tant que ministre de l’économie a toujours été constante, publique et claire, sur Uber comme sur d’autres entreprises innovantes : favoriser le développement de nouveaux services pour les Français et accompagner la transformation des secteurs économiques bouleversés par les innovations ».
Il dément toute intervention en faveur d'Uber : « Le ministre n'est jamais intervenu sur des procédures judiciaires quelles qu'elles soient concernant l'entreprise Uber. Pas plus que des consignes n'ont été données à la direction générale de la Concurrence, de la Consommation et de la Répression des fraudes (DGCCRF) concernant spécifiquement Uber ».

### Parcours politique
Soutien d'Emmanuel Macron, novice en politique, il est élu député lors des élections législatives françaises de 2022 dans la deuxième circonscription de Meurthe-et-Moselle, au second tour, à quelques dizaines de voix près (165 voix) face au maire socialiste de Vandœuvre-lès-Nancy, Stéphane Hablot, investi par la NUPES. Ses adversaires l'ont présenté durant la campagne électorale comme un « techno venu de Paris ». Emmanuel Lacresse a pourtant grandi et étudié à Vandœuvre-lès-Nancy. Son père y vit toujours.
Il est élu président de la fédération départementale de Renaissance (Renaissance 54) en février 2023 et devient le chef de file du parti qui soutient Emmanuel Macron en Meurthe-et-Moselle.
Il se porte candidat aux élections législatives de 2024, à la suite de la dissolution de l'Assemblée nationale décidée par Emmanuel Macron, dans la même circonscription. Il arrive deuxième du premier tour, avec 30,74% des voix exprimées, et se fait battre par Stéphane Hablot, avec 31.34% des voix exprimées au second tour, en triangulaire avec la candidate RN Geneviève Maillot.